# Associazione Calcio Riunite Messina 1964-1965
Questa voce raccoglie le informazioni riguardanti l'Associazione Calcio Riunite Messina nelle competizioni ufficiali della stagione 1964-1965.

## Stagione
Nella stagione 1964-1965 il Messina disputa il campionato di Serie A, con 22 punti si piazza al penultimo posto della classifica e retrocede in Serie B con il Genoa che a ha raccolto 28 punti e con il Mantova che ha ottenuto 21 punti. Lo scudetto è stato vinto dall'Inter con 54 punti davanti al Milan con 51 punti, terzo il Torino con 44 punti
Umberto Mannocci se ne va ad allenare la Lazio portandosi dietro Eugenio Fascetti e Pietro Dotti, il Milan si è ripreso Victor Benitez, quattro protagonisti della scorsa salvezza lasciano Messina, a sostituirli in panchina Antonio Colomban, sul campo arrivano dalla Lazio Gianfranco Garbuglia, dal Venezia Franco Dori, dalla Roma il tedesco Jürgen Schütz, dal Pisa Bruno Gioia e dal Lecco l'attaccante Romano Bagatti che con 10 reti sarà la sorpresa positiva della deludente stagione giallorossa, culminata con il ritorno in Serie B. Anche in Coppa Italia non si va lontano, eliminati al primo turno dal Napoli (2-1).

## Rosa
| N. |                   | Ruolo | Calciatore             |
| -- | ----------------- | ----- | ---------------------- |
|    | Italia (bandiera) | P     | Alberto Recchia        |
|    | Italia (bandiera) | P     | Piero Baroncini        |
|    | Italia (bandiera) | D     | Gianfranco Garbuglia   |
|    | Italia (bandiera) | D     | Antonio Ghelfi         |
|    | Italia (bandiera) | D     | Franco Landri          |
|    | Italia (bandiera) | D     | Fernando Benatti       |
|    | Italia (bandiera) | D     | Angelo Stucchi         |
|    | Italia (bandiera) | D     | Franco Rosati          |
|    | Italia (bandiera) | D     | Filippo Regni          |
|    | Italia (bandiera) | C     | Bruno Gioia            |
|    | Italia (bandiera) | C     | Roberto Derlin         |
|    | Italia (bandiera) | C     | Gianfranco Clerici (I) |

| N. |                           | Ruolo | Calciatore        |
| -- | ------------------------- | ----- | ----------------- |
|    | Italia (bandiera)         | C     | Nunzio Cavazza    |
|    | Italia (bandiera)         | A     | Romano Bagatti    |
|    | Italia (bandiera)         | A     | Paolo Morelli     |
|    | Italia (bandiera)         | A     | Eugenio Brambilla |
|    | Italia (bandiera)         | A     | Egidio Morbello   |
|    | Italia (bandiera)         | A     | Franco Dori       |
|    | Germania Ovest (bandiera) | A     | Jürgen Schütz     |
|    | Italia (bandiera)         | A     | Achille Passoni   |
|    | Italia (bandiera)         | A     | Antonio Marangi   |
|    | Italia (bandiera)         | A     | Livio Luppi       |
|    | Italia (bandiera)         | A     | Marcello Rigo     |

## Risultati

### Serie A

#### Girone di andata
| Arbitro: | Rigato (Mestre) |

|             |           |                |
| Bagatti 16’ | Marcatori | 62’ Menichelli |

| Arbitro: | Monti (Ancona) |

|             |           |  |
| Bagatti 34’ | Marcatori |  |

| Arbitro: | Di Tonno (Lecce) |

|                                   |           |             |
| Jair 19’ Domenghini 60’ Corso 76’ | Marcatori | 46’ Morelli |

| Arbitro: | Politano (Cuneo) |

|                                 |           |  |
| Turra 17’ Haller 30’ Nelsen 55’ | Marcatori |  |

| Arbitro: | Lo Bello (Siracusa) |

|                               |           |             |
| Bagatti 10’ Landri 69’ (rig.) | Marcatori | 21’ Facchin |

| Arbitro: | D'Agostini (Roma) |

|  |           |                   |
|  | Marcatori | 71’, 74’ Amarildo |

| Arbitro: | Varazzani (Parma) |

|            |           |  |
| Nocera 66’ | Marcatori |  |

| Messina 8 novembre 1964 8ª giornata | Messina                      | 0 – 0 | Cagliari | Stadio Giovanni Celeste\| Arbitro: \| De Robbio (Torre Annunziata) \| |
| Arbitro:                            | De Robbio (Torre Annunziata) |       |          |                                                                       |

| Arbitro: | Sebastio (Taranto) |

|  |           |              |
|  | Marcatori | 75’ Hitchens |

| Arbitro: | Di Tonno (Lecce) |

|            |           |  |
| Ossola 26’ | Marcatori |  |

| Arbitro: | D'Agostini (Roma) |

|  |           |            |
|  | Marcatori | 23’ Rosati |

| Arbitro: | Righi (Milano) |

|          |           |                           |
| Dori 85’ | Marcatori | 68’ Salvori 82’ Tamborini |

| Arbitro: | Rigato (Mestre) |

|                  |           |  |
| Ciccolo 29’, 59’ | Marcatori |  |

| Arbitro: | Varazzani (Parma) |

|             |           |                    |
| Orlando 57’ | Marcatori | 45’ (rig.) Bagatti |

| Arbitro: | Bernardis (Trieste) |

|                         |           |                        |
| Bagatti 13’ Morelli 62’ | Marcatori | 64’ Barison 75’ Pienti |

| Messina 10 gennaio 1965 16ª giornata | Messina                      | 0 – 0 | Lanerossi Vicenza | Stadio Giovanni Celeste\| Arbitro: \| De Robbio (Torre Annunziata) \| |
| Arbitro:                             | De Robbio (Torre Annunziata) |       |                   |                                                                       |

| Arbitro: | Carminati (Milano) |

|                      |           |           |
| Bartù 5’ D'Amato 49’ | Marcatori | 61’ Gioia |

#### Girone di ritorno
| Arbitro: | Varazzani (Parma) |

|                |           |  |
| Menichelli 20’ | Marcatori |  |

| Arbitro: | Sbardella (Roma) |

|                          |           |  |
| Gilardoni 64’ Zigoni 88’ | Marcatori |  |

| Arbitro: | D'Agostini (Roma) |

|  |           |           |
|  | Marcatori | 40’ Peirò |

| Arbitro: | Angonese (Mestre) |

|                             |           |                                       |
| Schutz 24’, 89’ Morelli 51’ | Marcatori | 22’ Pascutti 26’ Tumburus 83’ Nielsen |

| Arbitro: | Lo Bello (Siracusa) |

|                                        |           |                              |
| Rozzoni 3’ Magi 24’, 36’ Calvanese 73’ | Marcatori | 18’ Gioia 75’ (rig.) Bagatti |

| Arbitro: | De Robbio (Torre Annunziata) |

|                         |           |  |
| Amarildo 26’ Rivera 81’ | Marcatori |  |

| Messina 7 marzo 1965 24ª giornata | Messina         | 0 – 0 | Foggia & Incedit | Stadio Giovanni Celeste\| Arbitro: \| Genel (Trieste) \| |
| Arbitro:                          | Genel (Trieste) |       |                  |                                                          |

| Arbitro: | Francescon (Padova) |

|                         |           |             |
| Nenè 53’ Cappellaro 82’ | Marcatori | 48’ Bagatti |

| Arbitro: | Monti (Ancona) |

|            |           |  |
| Simoni 19’ | Marcatori |  |

| Arbitro: | Righetti (Torino) |

|  |           |               |
|  | Marcatori | 68’ Andersson |

| Arbitro: | Marchese (Napoli) |

|           |           |  |
| Gioia 76’ | Marcatori |  |

| Arbitro: | Orlando (Bergamo) |

|  |           |             |
|  | Marcatori | 70’ Clerici |

| Arbitro: | Varazzani (Parma) |

|                         |           |  |
| Morelli 20’ Bagatti 43’ | Marcatori |  |

| Arbitro: | Rigato (Mestre) |

|  |           |                          |
|  | Marcatori | 67’, 88’ Nuti 83’ Hamrin |

| Genova 23 maggio 1965 32ª giornata | Sampdoria                    | 0 – 0 | Messina | Stadio Luigi Ferraris\| Arbitro: \| De Robbio (Torre Annunziata) \| |
| Arbitro:                           | De Robbio (Torre Annunziata) |       |         |                                                                     |

| Arbitro: | Varazzani (Parma) |

|                             |           |             |
| Vinicio 26’ Dell'Angelo 31’ | Marcatori | 27’ Bagatti |

| Arbitro: | Orlando (Bergamo) |

|                                         |           |  |
| Gioia 2’, 87’ Bagatti 34’ Brambilla 50’ | Marcatori |  |

### Coppa Italia
| Arbitro: | Rancher (Roma) |

|                        |           |             |
| Bean 6’ Panzanato 117’ | Marcatori | 80’ Benatti |

## Statistiche

### Statistiche di squadra
| Competizione | Punti | In casa | In casa | In casa | In casa | In casa | In casa | In trasferta | In trasferta | In trasferta | In trasferta | In trasferta | In trasferta | Totale | Totale | Totale | Totale | Totale | Totale | DR  |
| Competizione | Punti | G       | V       | N       | P       | Gf      | Gs      | G            | V            | N            | P            | Gf           | Gs           | G      | V      | N      | P      | Gf     | Gs     | DR  |
| ------------ | ----- | ------- | ------- | ------- | ------- | ------- | ------- | ------------ | ------------ | ------------ | ------------ | ------------ | ------------ | ------ | ------ | ------ | ------ | ------ | ------ | --- |
| Serie A      | 22    | 17      | 5       | 6       | 6       | 17      | 17      | 17           | 2            | 2            | 13           | 9            | 27           | 34     | 7      | 8      | 19     | 26     | 44     | -18 |
| Coppa Italia |       | -       | -       | -       | -       | -       | -       | 1            | 0            | 0            | 1            | 1            | 2            | 1      | 0      | 0      | 1      | 1      | 2      | -1  |
| Totale       |       | 17      | 5       | 6       | 6       | 17      | 17      | 18           | 2            | 2            | 14           | 10           | 29           | 35     | 7      | 8      | 20     | 27     | 46     | -19 |

### Statistiche dei giocatori
| Giocatore    | Serie A  | Serie A | Coppa Italia | Coppa Italia | Totale   | Totale |
| Giocatore    | Presenze | Reti    | Presenze     | Reti         | Presenze | Reti   |
| ------------ | -------- | ------- | ------------ | ------------ | -------- | ------ |
| R. Bagatti   | 34       | 10      | 1            | 0            | 35       | 10     |
| P. Baroncini | 14       | -19     | 1            | -1           | 15       | -20    |
| F. Benatti   | 21       | 0       | 1            | 1            | 22       | 1      |
| E. Brambilla | 27       | 1       | 1            | 0            | 28       | 1      |
| N. Cavazza   | 3        | 0       | -            | -            | 3        | 0      |
| G. Clerici   | 20       | 1       | 1            | 0            | 21       | 1      |
| R. Derlin    | 23       | 0       | -            | -            | 23       | 0      |
| F. Dori      | 10       | 1       | -            | -            | 10       | 1      |
| G. Garbuglia | 34       | 0       | -            | -            | 34       | 0      |
| A. Ghelfi    | 33       | 0       | 1            | 0            | 34       | 0      |
| B. Gioia     | 26       | 5       | 1            | 0            | 27       | 5      |
| F. Landri    | 31       | 1       | 1            | 0            | 32       | 1      |
| L. Luppi     | 3        | 0       | -            | -            | 3        | 0      |
| A. Marangi   | 4        | 0       | -            | -            | 4        | 0      |
| E. Morbello  | 15       | 0       | -            | -            | 15       | 0      |
| P. Morelli   | 29       | 4       | 1            | 0            | 30       | 4      |
| A. Passoni   | 3        | 0       | 1            | 0            | 4        | 0      |
| A. Recchia   | 20       | -25     | 1            | -1           | 21       | -26    |
| F. Regni     | 1        | 0       | -            | -            | 1        | 0      |
| M. Rigo      | 1        | 0       | -            | -            | 1        | 0      |
| F. Rosati    | 3        | 1       | -            | -            | 3        | 1      |
| J. Schütz    | 6        | 2       | -            | -            | 6        | 2      |
| A. Stucchi   | 13       | 0       | 1            | 0            | 14       | 0      |